# Lake Shchel’
Der Lake Shchel’ (russisch Озеро Щель Osero Schtschel, deutsch ‚Schlitz-See‘) ist ein schmaler See an der Knox-Küste des ostantarktischen Wilkeslands. Er liegt in den Bunger Hills. 
Wissenschaftler einer sowjetischen Antarktisexpedition kartierten ihn 1956 und benannten ihn deskriptiv nach seiner Form. Das Antarctic Names Committee of Australia übertrug diese Benennung in einer transkribierten Teilübersetzung ins Englische.